# Period of Adjustment (film)
Period of Adjustment is een Amerikaanse filmkomedie uit 1962 en was het regiedebuut van George Roy Hill. Het scenario is gebaseerd op het gelijknamige toneelstuk uit 1960 van Tennessee Williams.

## Verhaal
Twee getrouwde koppels maken op kerstavond een moeilijke periode door in hun relatie. Het pasgetrouwde stel Isabel en George Haverstick heeft problemen, omdat George aan faalangst lijdt. Ralph en Dorothea Baitz hebben het dan weer lastig, omdat hij met haar getrouwd is voor haar geld.

## Rolverdeling
| Acteur            | Personage         |
| ----------------- | ----------------- |
| Anthony Franciosa | Ralph Baitz       |
| Jane Fonda        | Isabel Haverstick |
| Jim Hutton        | George Haverstick |
| Lois Nettleton    | Dorothea Baitz    |
| John McGiver      | Stewart P. McGill |
| Mabel Albertson   | Alice McGill      |
| Jack Albertson    | Brigadier         |